# Saab Safari
Saab MFI-15 Safari, auch bekannt als Saab MFI-17 Supporter, ist ein Ausbildungsflugzeug für Militärpiloten.

## Geschichte und Konstruktion

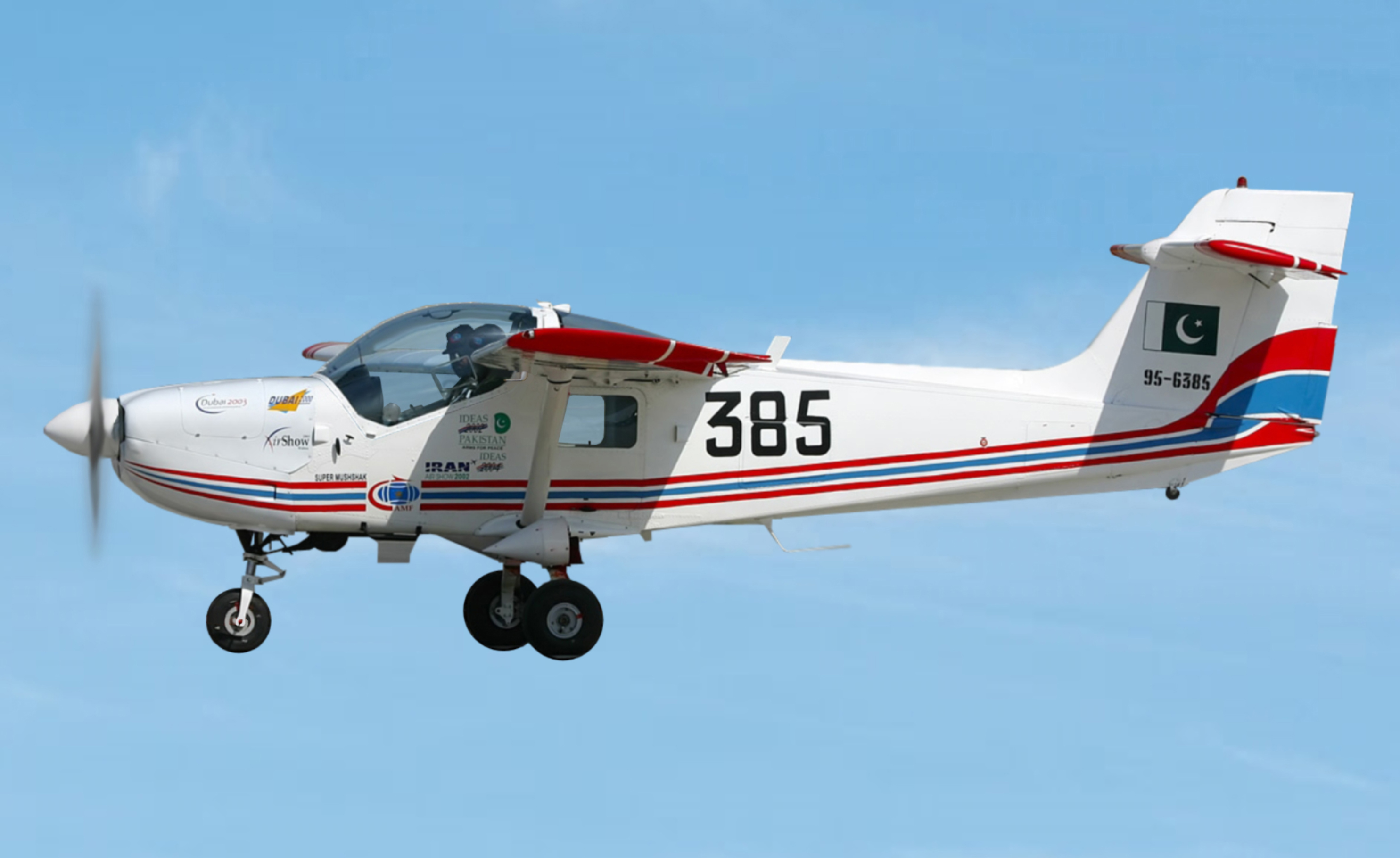
Super Mushshak der Pakistan Air Force

Der Flugzeugingenieur Björn Andreasson hatte bei Convair 1958 die BA-7 als Leichtflugzeug entwickelt. Nach seinem erneuten Wechsel zu AB Malmö Flygindustri (MFI) entwickelte er daraus die MFI-9 Junior. Der schwedischen Flygvapnet wurde 1963 die „MFI-9B Mil-Trainer“ als leichtes Kampfflugzeug und Basistrainer vorgeschlagen. Von der nun als „FPL-801“ bezeichneten Maschine hatte Carl Gustaf von Rosen 1969 fünf Maschinen nach Gabun verfrachtet und von dort aktiv im Biafra-Krieg eingesetzt.
Um Beschädigungen beim Betrieb auf unbefestigten Pisten zu vermeiden, wurde das Normal- in ein Kreuzleitwerk mit hochgelegtem Höhenleitwerk geändert. Der Erstflug der Saab MFI-15 mit einigen weiteren Modifikationen und einem Lycoming IO-320 mit 160 PS (ca. 120 kW) war am 11. Juli 1969, die Serienproduktion mit Lycoming IO-360 begann 1971. Ab 1981 wurden in beim Pakistan Aeronautical Complex (PAC) in Kamra 92 MFI gebaut und ab 1983 weitere 149 als „Mushshak“ in Lizenz. Die ab 1995 dort gebaute verbesserte Variante MFI-395 „Super Mushshak“ eingeschlossen, entstanden in Pakistan bis Jahresende 2019 343 Flugzeuge der MFI-Reihe.
Eine Variante aus Verbundwerkstoff wurde in den 1980er-Jahren als MFI-18 getestet, jedoch nicht verkauft.

## Varianten
- MFI-15 „Safari“ – zivile Basisversion
- MFI-17 „Supporter“ – militärischer Basistrainer
- Saab „Safari TS“ – Prototyp mit einem turbogeladenen Kolbenmotor, 210 PS (ca. 150 kW)
- MFI-17 „Mushshak“ – in Pakistan in Lizenz hergestellte MFI-17
- MFI-18 – Variante aus Verbundwerkstoff
- MFI-395 „Super Mushshak“ – verbesserte pakistanische Varianten der MFI-17 „Mushshak“
- „Shahbaz“ – weitere pakistanische Entwicklungsvariante

## Militärische Nutzer
- Dänemark (Dänische Luftstreitkräfte) (32 MFI-17B, dänische Bezeichnung T-17[1])
- Iran (25)
- Norwegen (Luftforsvaret) (23)
- Oman (8)
- Pakistan (289, Luftstreitkräfte: 54 MFI-395 SMK, Heer: >100 MFI-395 MK[1])
- Saudi-Arabien (20)
- Sierra Leone (2)
- Syrien (6)
- Sambia (20)

## Technische Daten

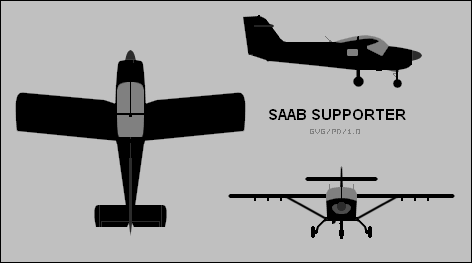
Dreiseitenriss Saab Supporter

| Kenngröße             | MFI-17 Supporter („Mushshak“)                                             | MFI-395 „Super Mushshak“                                         |
| --------------------- | ------------------------------------------------------------------------- | ---------------------------------------------------------------- |
| Besatzung             | 1                                                                         | 2                                                                |
| Passagiere            | 2                                                                         |                                                                  |
| Länge                 | 7 m                                                                       | 7,15 m                                                           |
| Spannweite            | 8,85 m                                                                    | 8,85 m                                                           |
| Höhe                  | 2,60 m                                                                    | 2,60 m                                                           |
| Flügelfläche          | 11,90 m²                                                                  | 11,90 m²                                                         |
| Flügelstreckung       | 6,6                                                                       | 6,6                                                              |
| Leermasse             | 690 kg                                                                    | 760 kg                                                           |
| max. Startmasse       | 1200 kg                                                                   | 1250 kg                                                          |
| Reisegeschwindigkeit  | 154 km/h                                                                  |                                                                  |
| Höchstgeschwindigkeit | 196 km/h                                                                  | 268 km/h                                                         |
| Dienstgipfelhöhe      | 5100 m                                                                    | 6750 m                                                           |
| Reichweite            | 622 km                                                                    | 815 km                                                           |
| Triebwerke            | 1 × Vierzylinder-Boxermotor Avco Lycoming IO-360-A1B6 mit 149 kW (200 PS) | 1 × Sechszylinder-Boxermotor Lycoming IO-540 mit 190 kW (260 PS) |

## Bewaffnung
Maximal 350 kg Kampfmittel an sechs Außenlaststationen:
- 6 × Rb 53 Bofors BANTAM (drahtgelenkte Panzerabwehrlenkwaffe)[2][3]
- 4 × Abel-Startbehälter für je 7 × M75-Raketen (ungelenkte Rakete im Kaliber 75 mm)[2]
- 4 × TBA 68-7-Startbehälter für je 7 × SNEB-Raketen (ungelenkte Rakete im Kaliber 68 mm)[2]
- 18 × M55-Raketen (ungelenkte Rakete im Kaliber 75 mm)[2]
- 16 × SURA-Raketen (ungelenkte Rakete im Kaliber 81 mm)
- 6 × Psrak 49/56-Raketen (ungelenkte Rakete im Kaliber 145 mm)[4]
- 2 × Behälter für je zwei 7,62-mm-Maschinengewehre[2]